# 东山站 (温州市)
东山站位于中华人民共和国浙江省温州市瑞安市东山街道规划温瑞大道路中（开发路南侧），是温州轨道交通S2线的南端终点站和S3线的其中一座中间站，也是S2线和S3线的唯一一个换乘站。S2线车站于2023年8月26日随S2线的开通而启用。

## 车站结构
本站为路中高架三层一岛两侧式车站（三台四线），长140米、宽50米，设置4个出入口，总建筑面积达18118平方米。本站设有卫生间1处、母婴室1间。

### 车站楼层
| 地上三层 | 侧式站台 | 侧式站台                                 | 侧式站台 | 侧式站台 |
|          | 四站台   | █ S3线 灵溪西方向（下站：飞云）          |          |          |
|          | 三站台   | █ S3线 温州火车站方向（下站：明镜公园）  |          |          |
|          | 岛式站台 |                                          |          |          |
|          | 一站台   | █ S2线 清东路方向（下站：上东路）        |          |          |
|          | 二站台   | █ S2线 终点站台                          |          |          |
|          | 侧式站台 |                                          |          |          |
| 地上二层 | 站厅     | 售票机、客服中心、商店、警务室、安检设施 |          |          |
| 地面     | 出入口   |                                          |          |          |

### 站台
本站设有一个岛式站台（S2线清东路方向和S3线温州火车站方向共用）和两个侧式站台，位于温瑞大道的上空。

## 公交接驳
- 配套站点：本站莘阳大道上新设“S2东山站”公交停靠站1对[8]。
- 配套线路：3条（瑞安16路、瑞安17路、瑞安125路）[8]。

## 历史
- 2022年1月24日，本站主体结构封顶[3]。